# Opius divergens
Opius divergens är en stekelart som beskrevs av Muesebeck 1958. Opius divergens ingår i släktet Opius och familjen bracksteklar. Inga underarter finns listade i Catalogue of Life.